# Liên bộ Bạch tuộc
Siêu bộ Bạch tuộc hay siêu bộ Tám chân hoặc siêu bộ Tám tay (danh pháp khoa học: Octopodiformes) là một siêu bộ trong phân lớp Coleoidea của lớp Chân đầu (Cephalopoda). Nó bao gồm các loài bạch tuộc và mực quỷ. Tất cả các thành viên của siêu bộ này đều có 8 chi.

## Phân loại
- LỚP Cephalopoda
  - Phân lớp Nautiloidea: Ốc anh vũ
  - Phân lớp †Ammonoidea: Con cúc (ammonit)
  - Phân lớp Coleoidea
    - Siêu bộ Decapodiformes: mực ống, mực nang
    - Siêu bộ Octopodiformes
      - Bộ Vampyromorphida: Mực quỷ
      - Bộ Octopoda: Bạch tuộc
        - Chi †Pohlsepia (incertae sedis)
        - Chi †Proteroctopus (incertae sedis)
        - Chi †Palaeoctopus (incertae sedis)
        - Phân bộ Cirrina: Bạch tuộc có vây biển sâu
          - Họ Opisthoteuthidae: Bạch tuộc dù
          - Họ Cirroteuthidae
          - Họ Stauroteuthidae

        - Phân bộ Incirrina
          - Họ Amphitretidae: Bạch tuộc viễn vọng
          - Họ Bolitaenidae: Bạch tuộc sệt
          - Họ Octopodidae: Bạch tuộc (duốc biển)
          - Họ Vitreledonellidae: Bạch tuộc kính
          - Siêu họ Argonautoida
            - Họ Alloposidae: Bạch tuộc bảy tay
            - Họ Argonautidae: Tuộc, mực phủ
            - Họ Ocythoidae: Bạch tuộc bóng
            - Họ Tremoctopodidae

## Hình ảnh

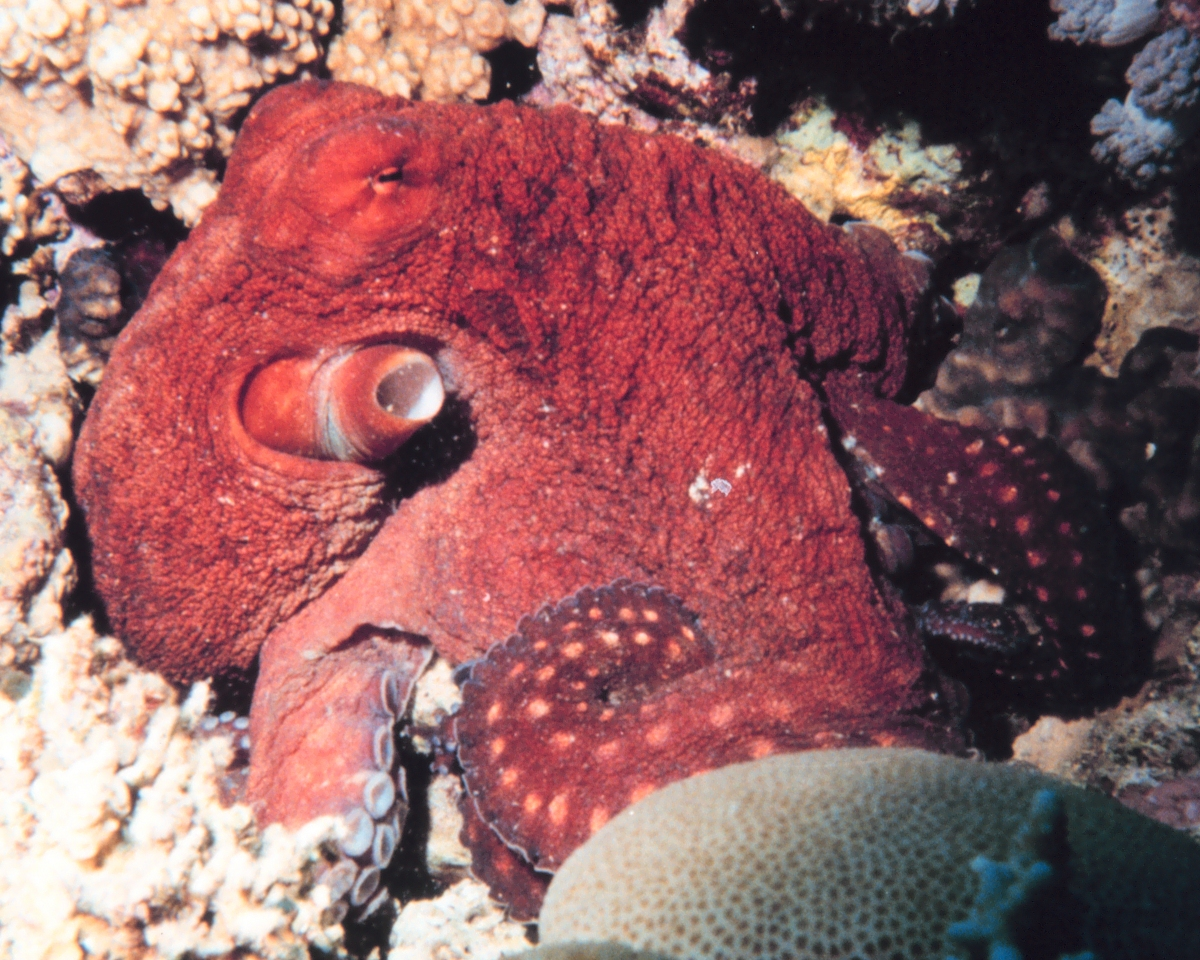
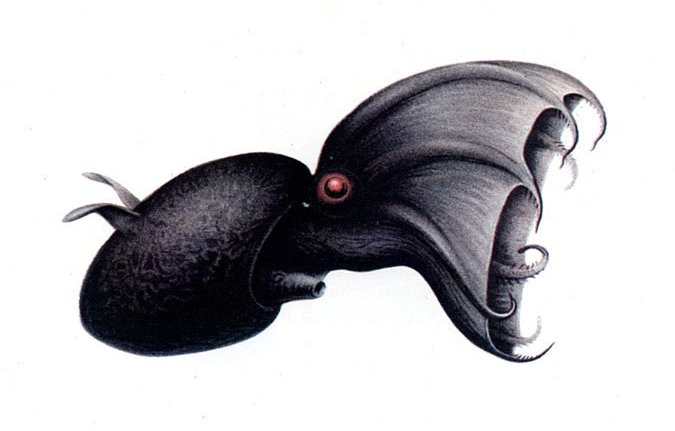
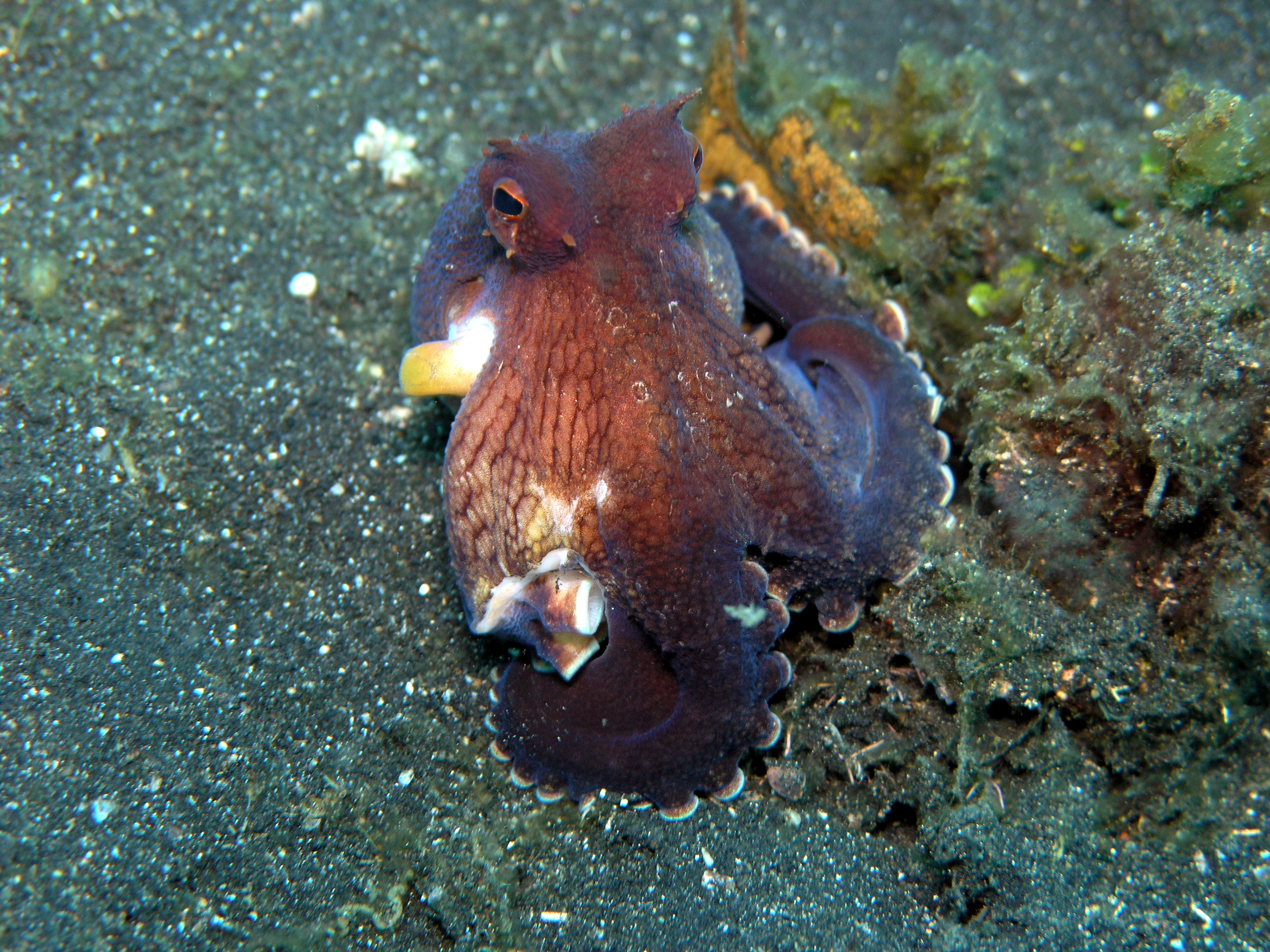
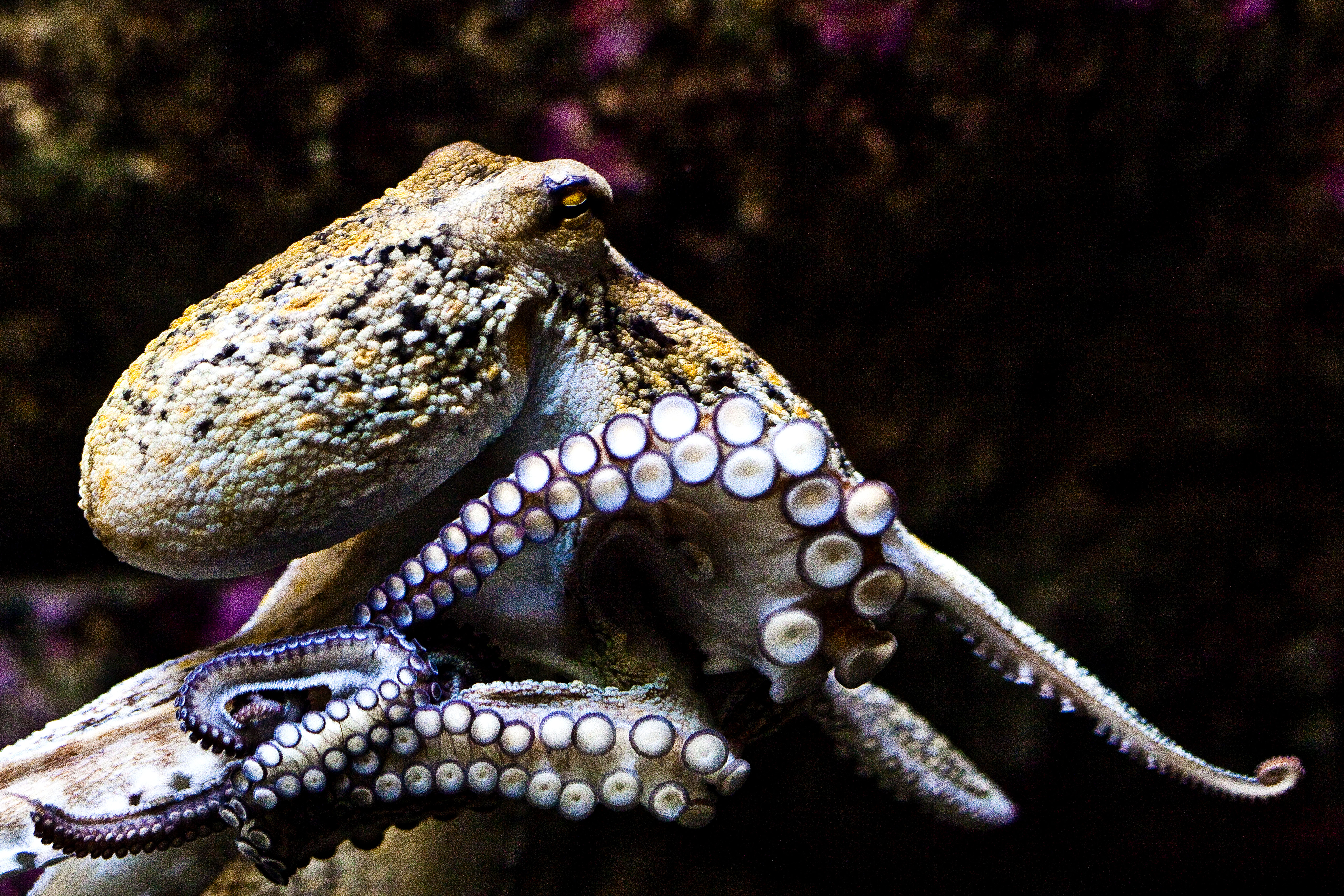